# Acanthopathes
Acanthopathes é um gênero de coral da família Aphanipathidae no qual contém cinco espécies. Espécies deste gênero são encontrados no mar do Caribe, Oceano Índico, Oceano Pacífico e em temperaturas que variam de 10 a 30 graus Celsius e em profundidades de 50-400 metros.

## Espécies
- Acanthopathes hancocki
- Acanthopathes humilis
- Acanthopathes somervillei
- Acanthopathes thyoides
- Acanthopathes undulata